# Melanthiosz (történetíró)
Melanthiosz (Kr. e. 3. század?) görög történetíró

## Élete és munkássága
Életéről semmit sem tudunk. Korabeli források két munkáját említik, az egyik Athén történetével, a másik az Eleusziszi misztériumokkal foglalkozott. A művek nem maradtak fenn.